# جون فولي
جون فولي (بالإنجليزية: John Foley)‏ هو لاعب كرة قدم أمريكية أمريكي، ولد في 1968 في شيكاغو في الولايات المتحدة.